# Luban Lu
Luban Lu (chiń. 鲁班路站) – stacja metra w Szanghaju, na linii 4. Zlokalizowana jest pomiędzy stacjami Damuqiao Lu i Xizang Nan Lu. Została otwarta 29 grudnia 2007.